# Cabriolet

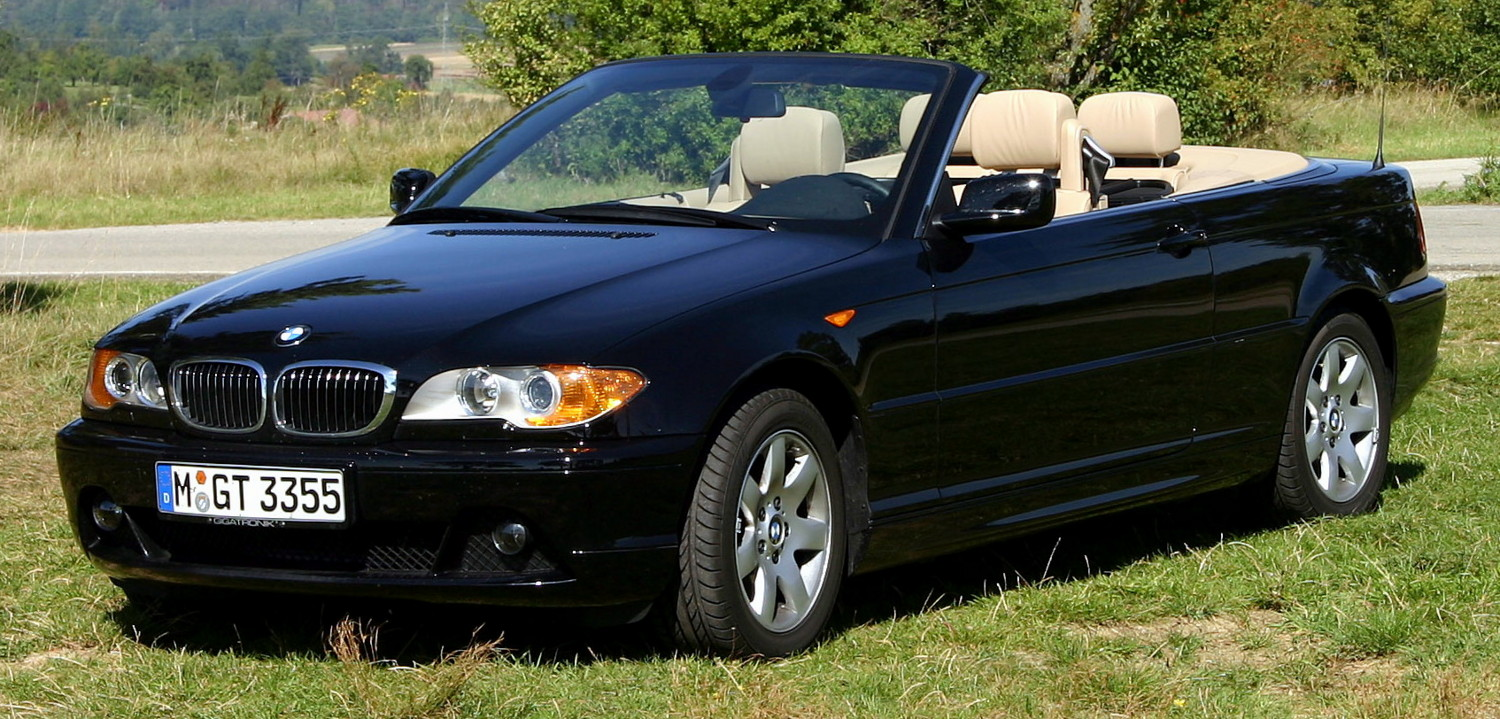
BMW 325 Ci, esempio di vettura cabriolet

Cabriolet è il termine francese, molto spesso abbreviato in cabrio, usato per indicare un particolare tipo di carrozzeria per automobili (e anticamente, di carrozze) con la possibilità di aprire e chiudere il tettuccio o la capote. In italiano, l'auto cabrio può esser detta anche decappottàbile, convertìbile o cabriolè.
In genere, la copertura è intesa come ripiegabile e rovesciabile sul retro della vettura, ed è di tipo a soffietto montato su un telaio metallico snodato; per cui risulta morbida, spesso in materiale telato, e viene detta anche «soft-top » (tetto morbido). In altri casi, la copertura è sì ripiegabile allo stesso modo o scomponibile o addirittura smontabile dall'auto, ma è solitamente rigida o composta di pezzi rigidi (metallo o plastiche) eventualmente ripiegabili grazie ad un telaio snodato, ed è detta anche «hard-top » (tetto rigido). In particolare, il tipo rigido ha praticamente sostituito le vetture targa, in auge negli anni sessanta e settanta, anche se in effetti queste auto vengono ancora prodotte e contemplate. 

## Considerazioni
Le vetture con il tetto apribile o smontabile o senza tetto, sono di varie tipologie e classificazione. Il termine cabrio dovrebbe essere utilizzato solo in quei casi in cui la capote viene totalmente scoperta, escludendo ad esempio le vetture targa. Tuttavia, in linea molto generale possono appartenere alla tipologia «cabrio», un pò tutte le auto col tetto o tettuccio apribile, smontabile, ecc. Per cui, i vari termini usati per descrivere il tipo di vettura, potrebbero essere assimilati, anche se non sinonimi, come ad esempio: spider, roadster, barchetta, ecc., che descrivono tuttavia carrozzerie convertibili, indipendentemente dal fatto che siano o meno sportive, a 2 o a 4 posti, berlina o coupè, ecc. 

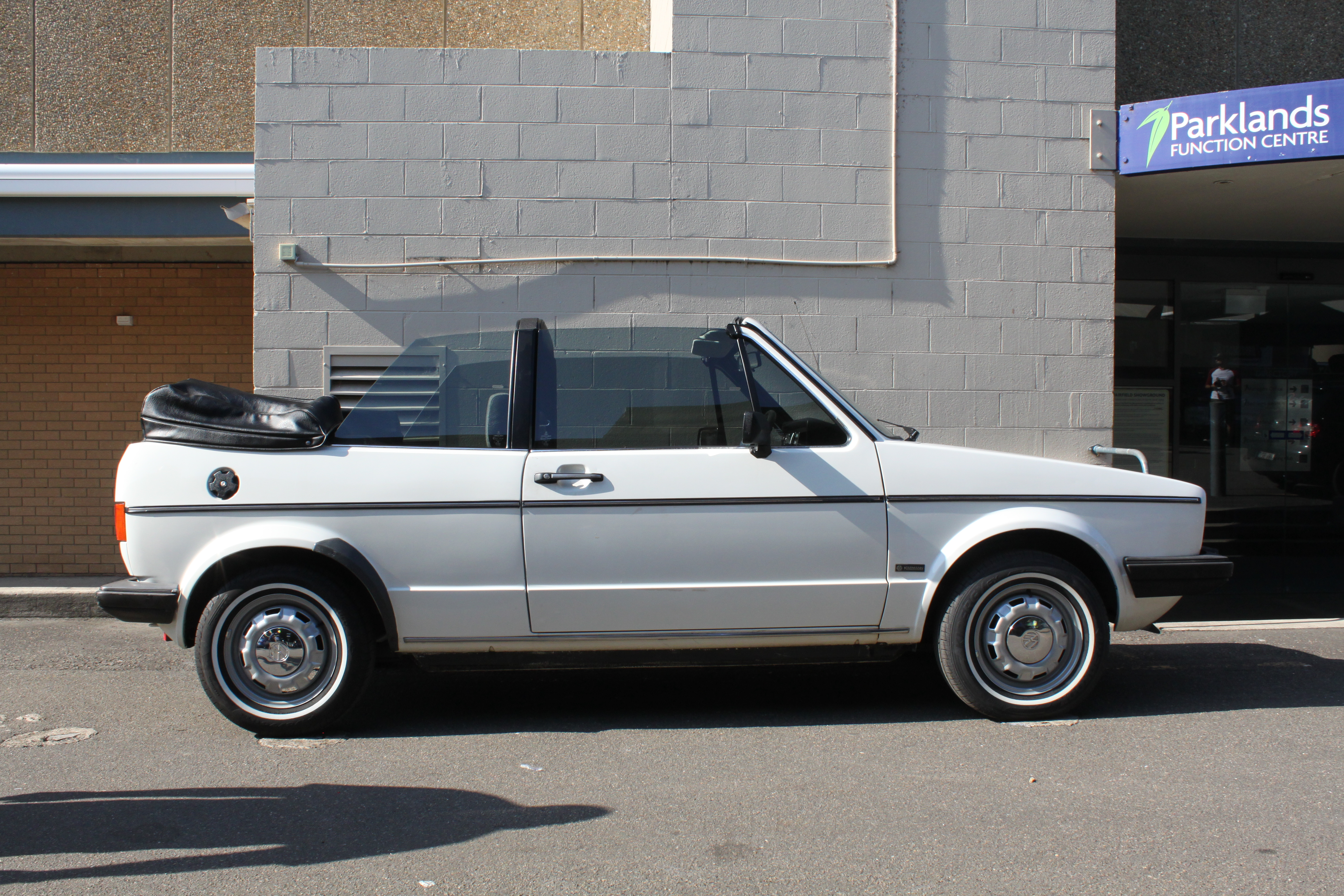
Vista laterale di una Volkswagen Golf Cabriolet GL del 1983; notare il roll bar centrale fisso soprannominato a "cestino di fragole o ciliegie"

Le auto in versione cabrio, risultano spesso più costose del modello berlina o a tetto chiuso, da cui derivano, in quanto l'intera struttura deve essere riprogettata per distribuire i pesi e resistere ad eventuali flessioni e collisioni. Per proteggere i passeggeri in caso di ribaltamento e rotolamento del veicolo, possono essere presenti anche delle strutture di protezione denominate roll-bar (barra di rotolamento).
Alcune altre differenze tra auto e auto, possono essere la conformazione e struttura dei vetri anteriori e posteriori laterali, con o senza montanti, in modo tale che l'intera vettura si possa convertire ad esempio, da auto berlina chiusa ad auto aperta cabrio. Il settore delle cabriolet ha ultimamente avuto degli importanti rilanci dopo dei periodi un po' più bui, e ciò è principalmente dovuto al fatto che con le nuove ricerche di marketing, si son potute fornire soluzioni più convenienti dal punto di vista della sicurezza e della qualità complessiva dell'automobile.